# J.-Armand Ménard
Pour l’article homonyme, voir Ménard.
J.-Armand Ménard (né le 12 juillet 1905 et mort le 7 octobre 1973) est un industriel et homme politique fédéral et municipal du Québec.

## Biographie
Né à Saint-Alexandre dans la région de la Montérégie, il entama sa carrière politique en devenant maire de la municipalité de Saint-Jean-sur-Richelieu en 1953, après avoir déjà servi comme conseiller pour la municipalité. Demeuré maire jusqu'en 1957, il devint député du Parti libéral du Canada dans la circonscription fédérale de Saint-Jean—Iberville—Napierville lors d'une élection partielle déclenchée après le décès du député Alcide Côté en 1955. Réélu en 1957, il ne se représenta pas en 1958.